# ガンバの冒険
『ガンバの冒険』（ガンバのぼうけん）は、1975年4月7日から同年9月29日まで日本テレビ系で全26話が放送された、東京ムービー製作のアニメ作品。この項目ではこのアニメ派生の劇場版についても取り扱う。

## 原作
斎藤惇夫の児童小説『冒険者たち ガンバと15ひきの仲間』（アリス館牧新社、のち岩波書店）が原作。原作ではガンバと行動を共にするのは15匹であるが、アニメでは大幅に減らされている。その分、原作での複数の役柄がまとめられている。
当時の日本のテレビアニメとしては珍しく、日本の創作児童文学を原作としたことで注目された。日本の創作児童文学を原作とした日本のテレビアニメは本作が初めてとする説もあるが、厳密には『冒険コロボックル』に続いて2作目となる。本放送時の視聴率は9%前後にとどまり、26話で終了した。しかし多くのファンに語り継がれている作品である。
当初は東映動画で制作される予定で原作者の斎藤、東映、シナリオライターに内定していた辻真先で顔合わせも済ましていたものの、直前になって出版社が映像化権を斎藤に無断で東京ムービーに売却していた事が判明したため、急遽中止になったという。当時東京ムービーでプロデューサーを務めた楠部三吉郎によると、本作は楠部の甥である楠部工（楠部大吉郎の子息）が『冒険者たち』を「これすごく面白いからテレビでやってよ」と勧めたことがきっかけであるという。原作を読んだ楠部はドブネズミが主人公という点を気に入り、ドブネズミの視線から人間を描くと面白くなると感じてアニメ化を立案したが、15匹ではアニメには多すぎると考えて半分にしたと述べている。また、漫画原作ではない作品をテレビ局に紹介するのに普通の企画書では伝わりにくいと考え、最初にメインスタッフとして集めた出崎統・椛島義夫・芝山努に「26コマある双六を作れ」と命じて、そのような企画書を作成したという。

## ストーリー
港で開かれているネズミたちのパーティ。そこに傷だらけの小ネズミ、忠太が転がり込んでくる。残忍な暴力と恐怖で故郷の島を支配している、巨大な白イタチのノロイを倒す力を貸して欲しいと言う忠太に、ネズミたちは冷たい。しかし、ガンバを始めとする勇敢な7匹の仲間が集まり、冒険の海へと船出する。
第15話で男が付けている日記に昭和50年7月14日の日付（本放送放映日と同じ）、ソテツの花が咲くのが6〜8月なので本放送と同じ1975年の春〜夏の物語と考えられる。

## キャラクター
原作ではガンバと15匹の仲間であるが、アニメでは数を減らしてガンバ込みで7匹になった。そのため、原作での複数匹の役を各自がこなしている場面がある。また、原作のバレット、バス、テノールに当たるネズミはいない。人間はすべてモノトーンで描かれている。
レギュラーである7匹のネズミ以外は、テレビ版では役名も声優名もクレジットされず、劇場版のエンディングに一部が表記されているのみ。本項の記述は「メイキング・オブ・ガンバの冒険」（LD-BOXおよび2001年版DVD-BOXの特典解説書）に従ったものである。
ガンバ
声 - 野沢雅子
主人公。自称「がんばり屋のガンバ」。町育ちのネズミで、親友のボーボに海を見せるために旅に出、辿り着いた港で忠太に出会う。尻尾はかつて猫と喧嘩して切れたらしい。
元気で負けず嫌いの性格で勇敢と好奇心の塊だが、短気なのが玉にキズ。喧嘩も強く、港でのネズミたちのパーティーではヨイショと勝負して、ついに決着がつかなかった。
ボーボ
声 - 水城蘭子
ガンバの親友。原作のボーボ、マンプク、アナホリ、カリックの役を引き受けている。
のんびり屋で食いしん坊。イカサマに「ボーボが無事ならみんな無事」と言われ、自分でもそれを認めるほど普段はのんびりしている。が、船酔いすると言葉遣いが乱暴になったり、リーダーを任されるととたんに横暴になったり…と、普段の言動からは想像もつかない一面を持つ。
鼻が利き、特に食べ物の匂いに敏感で、ノロイ島への旅の途中には食糧探索係として大いにその鼻を振るった。足手まといになることが多いが穴掘りが得意で仲間たちの危機を救ったこともある。料理が得意という面も。また、ネズミ同士の喧嘩では、臆病でうずくまりながらも尻尾で複数のネズミを蹴散らす場面もあった。
普段は足を引っ張り気味だが、ノロイの部下のイタチ軍団との攻防戦では最前線でイタチと渡り合い、ガンバ達とともにノロイ軍団を引きつける囮になった時も必死でその役目を務めるなど、いざという時には命をかけて強敵に立ち向かう勇気を見せている。
ヨイショ
声 - 内海賢二
船乗りネズミの船長。以前アザラシ島でノロイに襲われて右目を潰されたため、ノロイとの戦いを避けたがっていた。しかし、ガンバの心意気に打たれ、恋人のユリー（声：弥永和子）と子分を捨て旅に出る。
粗暴で荒っぽいが、根っからの親分肌で情が厚く涙もろい面も。また、ある程度の理性も持ち合わせており、暴走しがちなガンバを制する場面も幾度か見られる。
なお、ガクシャとは幼馴染みでヨイショが肉体労働、ガクシャが頭脳労働担当となる。
ガクシャ
声 - 富山敬
ヨイショの幼馴染み。物知りで頭が良く大きなメガネが特徴だが、原作にあった医者という設定は無くなっている。
短い尻尾がコンプレックスだが、「尻尾が短いのは進化の証」と強がる。
理論最優先の考え方のため、直情型のガンバとはたびたび衝突することもある。
イカサマ
声 - 堀絢子
原作のイカサマとイダテンを兼ねたキャラ。名前の通りイカサマが得意で、足の速さから「イダテン」とも呼ばれる。
二つの黒いサイコロを肌身離さず持っており、博打に使うほか武器として投げつけることもある。時折「サイコロ占い」と称してサイコロを振り、未来を予見する。ただし、これがイカサマであると自ら暴露したことがある（この時はイカサマに失敗し、自分でも予期しなかった目を出してしまった）ため、この「占い」がどこまで本当の占いなのかは不明。
皮肉屋だが情に厚い。ガンバたちとは偶然同じ船に乗り合わせただけだったが、ガンバの心意気に惚れて同行することになる。
劇場版では、最初から仲間になるつもりでガンバたちに近付いたことになっている。
シジン
声 - 島田彰
ガンバとボーボが港で初めて出会った風来坊の医者ネズミ。原作ではガクシャが担当していた医者の役割を、アニメ版ではシジンが担当している。また、他の仲間より聴力が優れるという描写が見られる。
いつも酔っ払っては詩を詠う。飄々とした性格で、普段は争いごとを好まない。
忠太
声 - 菊池紘子
島のネズミでシオジの弟。泣き虫だが弱虫ではなく、「仲間を助ける」という強い信念の持ち主であり、真摯で責任感も強い。ノロイ島への地図を肌身離さず持っている。
ノロイ
声 - 大塚周夫
通常のイタチの三倍はある巨体と雪のように白い体毛、赤い目（いわゆるアルビノ）をもつイタチ。体そのものが発光していると思わしい場面も少なくない。殺戮そのものを楽しむ残虐な性格で、ネズミたちをあるときは力で、あるときは策略で少しずつ追い詰めては殺してゆき、その悪行は「まるで白い悪魔」と恐れられている。ネズミの言葉を話すことが出来、また不気味な笑い声で威圧する。また眼光を利用して催眠術を使うことも出来る。
自分の体色と同じ白を何よりも美しいと言う独特の美意識を持つ。そのため白い花を汚した部下に対して、まるで自分自身を汚されたかのように怒り狂い、容赦ない制裁を加えることもある。
最終決戦において、海を泳いで別の島に逃れたネズミ達を追って部下のイタチ軍団とともに追跡。囮のガンバ達に襲いかかるが、かみついたガンバもろとも大渦巻きに巻き込まれる。しかしノロイだけは部下は全滅したにもかかわらず生き残り、ネズミ達が泳ぎ着いた浜辺に上陸。もはや普段の冷静さは失われ、凶暴な本性を丸出しにしたまま狂ったように暴れ回るが、かみついたままのガンバに加え、仲間のヨイショ達6匹に全身に組みついてかまれ、ついに倒れる。その巨大な骸は、大波にさらわれ、渦の中に沈んでいった。
アニメ版ではノロイや家来のイタチは、劇画風というより怪物風に描かれていた。また、ノロイは『週刊少年サンデー』で連載された藤田和日郎の『うしおととら』に登場する白面の者のモチーフになったと言われることがあるが、藤田本人はこれを否定している。
長老ネズミ
声 - 田の中勇（初代） / 宮内幸平（2代目）
ノロイ島の長老ネズミ。シオジ・忠太姉弟の祖父。ガンバ、ヨイショとともに食料調達に行くが、イタチに襲われて負傷。さらに、隠れ家に攻め入るイタチから、負傷したネズミ達をかばって、自らも負傷した身で立ち向かい、致命傷を負って死亡した。
シオジ
声 - 増山江威子（初代） / 弥永和子（2代目）
ノロイ島の長老ネズミの孫娘で忠太の姉。美人で優しく、芯が強い。
クリーク
声 - 森功至
ザクリ島のリスで、自ら犠牲を背負い込んで他者を巻き込まないために突き放そうとすることもある。ザクリを倒したがっているが、リーダーとして仲間を守るために思い切った行動が出来ず、牙も爪もないことにも悩み葛藤する。最期はザクリに深手を負わされたが、木の槍をザクリに突き刺して共に滝から落ちていった。
イエナ
声 - 杉山佳寿子
クリークの妹。ボーボの初恋相手になる。
ザクリ
声 - 不明
島リスを殺す黒ギツネ。リスたちを冬の間の保存食（一冬に4、5匹を食べる）としていたが、ガンバ達が正義感から戦ってしまったためにリスたちに対する報復を始める。
残忍かつ強大で恐ろしいが、ノロイのようにネズミの言葉はしゃべらず、単独で行動し部下のキツネもいない。
ボスネズミ
声 - 雨森雅司
イカサマの故郷のボスネズミ。以前イカサマの不正を暴いて追放したことがある。帰郷したイカサマが再び不正を働いたことを見抜き、子分と共にイカサマを追い詰めるが、ガンバとボーボの加勢で逃げられてしまう。彼もノロイの話を聞かされると恐れる。（第3話）
オリュウ
声 - 杉山佳寿子
イカサマのガールフレンド。不正を見抜かれたイカサマが自分の目の前でボスネズミに襲われたため、別れを惜しむ間もなく再び離れ離れになってしまう。（第3話）
イルカ
声 - 肝付兼太
ガンバが迷子になっている途中遭遇した。キュンキュキュンと鳴きガンバから「キュンキュキュン」と呼ばれて友達になり彼のおかげでヨイショ達と再開を果たした。（第10話）
トラゴロー
声 - 緒方賢一
10年ぶりに故郷に帰る旅ネズミ。旅の途中でガンバ達と合流し、危険を避けるためにガンバ達を利用した。（第11話）
ピョン
声 - 松金よね子
カラス岳付近に住むウサギの子供で何匹かの兄弟がいる。臆病なのに好奇心が強く、後先を考えず行動したり駄々を捏ねたりして周りを振り回したり危険を呼び込む部分がある。迷子になっていたところを竜巻に飛ばされて降下してきたガンバ達を目にして鳥と勘違いした。ボーボの落としたドングリ欲しさにガンバ達を追跡し、ガンバ達によって巣穴まで送り届けられたが、そのままガンバ達の旅に同行しようとした。ガンバ達や母親の説得にも駄々を捏ね、一度は出発したガンバ達を再び追跡したところを猟師と猟犬たちに発見される。ボーボの掘った穴にはピョンだけ入れず、結局捕獲されて泣き叫びながら連れ去られた。見捨てる訳にもいかないガンバ達は猟師の自動車からピョンを助け出すが、そこでもまた同行したいと駄々を捏ねたが、ノロイたちを倒した帰りに寄ることを約束して納得させた。（第14話）
山小屋のガイド
声 - 伊武雅之
カラス岳の山小屋に一人で住む登山ガイドの人間の青年。孤独な一人暮らしから故郷に残した母親や友達への郷愁で塞ぎ込んでいたが、たまたま鷹に襲われて山小屋に逃げ込んだガンバを見つけると傷を手当てして食べ物を与えて助け、旅立ちを見送った（男が付けていた日記の日付に昭和50年7月14日と書かれているのでガンバが山小屋にいたのは本放送放映日と同じ昭和50年7月14日の夜〜昭和50年7月15日の朝）。
本作は全編がネズミの視点で描かれているため、人間は「恐ろしいほど巨大な生物」というイメージで統一され、モノトーン処理され表情も読み取れないのが基本となっている。しかし、このガイドだけはガンバとの交流を描くためか、表情が読み取れるようにデザインされている。（第15話）
ツブリ
声 - 嶋俊介
オオミズナギドリのリーダー。巣を離れている間にノロイとその部下にメスを皆殺しにされ、卵もすべて潰されてしまったことから、ノロイに恨みを抱いている。イタチの姿を見ていなかったため、近くを通りかかったガンバたちをイタチと勘違いして襲ってしまったが、誤解が解けてからは良き協力者になった。
劇場版ではガンバたちと出会う経緯が変更されているため、誤解からガンバたちを襲う描写はなく、最初から協力的になっている。
一郎
声 - 山下啓介
高倉ネズミのリーダー。当初は外界のイタチ（実際はノラ猫だった）を恐れて高倉から外に出ない生活を送っていたが、ノロイに立ち向かうというガンバ達に心を打たれ、自ら武器を取って戦う。最終決戦時には15匹の仲間を連れ、支援物資の米俵とともに島ネズミの元へはせ参じた。しかし、ガンバ達を逃がすためにイタチたちと戦い、仲間は全滅して自身も深手を負った。その後、太一の弟を助けるための裏切りによって、命がけで持ってきた米俵ごと火口に落ち、岩に全身を叩きつけられて死んでしまう。この、太一兄弟を利用したノロイの兵糧攻めによってネズミ達は砦を失った。
又ベエ
声 - 辻村真人
高倉の老人ネズミ。
太一
声 - 曽我部和行
シオジの幼馴染みで初恋の相手だった。ノロイに唯一の肉親である弟の順太を人質にされ、仲間を裏切ってしまう。高熱にかかった順太を助けるために仲間の元に戻り、自分の命を投げ出しノロイの罠をガンバ達に教えて、ノロイに噛み付きイタチたちに集団リンチをされるという壮絶だが裏切った償いと仲間達のために立ち向かい名誉挽回を成し、男らしく立派な最期を遂げた。一郎を殺した太一を許さなかったイカサマだが、太一の最期を見届け、尻尾を立てて男らしく旅立っていったと順太に言い聞かせながら涙を流して太一を認めた。
劇場版では彼にまつわるエピソードがすべてカットされており、姿は確認できるがセリフは皆無、名前を呼ばれることすらなかった。
第24話では太一の死によるトラウマの描写がみられるが、劇場版では太一の死によるトラウマの描写が抑えられている。
順太
声 - 松金よね子
太一の弟。太一を脅すため、ノロイに人質にされる。太一が死んでからシオジの弟になる。まだ小さいので、周囲から兄の死をはぐらかされた。
予告編ナレーション
声 - 内海賢二

## スタッフ
当時の東京ムービー作品の主要スタッフ陣が多数参加している。独特の表現で知られ、アニメ関係者の間に影響を語るものが多い。虫プロ系と東映動画系の個性と手法が融合した作品と評される。
- 原作 - 斎藤惇夫[16]
- 企画 - 吉川斌
- 作画監督、キャラクターデザイン - 椛島義夫[16]
- 美術監督 - 小林七郎
- 撮影監督 - 若菜章夫、清水達正
- 録音監督 - 加藤敏
- 音楽 - 山下毅雄
- 画面設定、レイアウト - 芝山努
- 文芸担当 - 飯岡順一、大森俊治
- チーフディレクター - 出崎統[16]
- プロデューサー - 上野徹、楠部三吉郎
- 原画 - 近藤喜文[16]、山田道代、本多敏行、川尻善昭[16]、大橋学、小林治[16]、中村英一、金沢比呂司[16]、湖川滋、青木悠三、大塚康生、竹内留吉[16]、大竹伸一、札木幾夫、槌田幸一、堀越新太郎、本木久年、河内日出夫、小泉謙三、大関雅幸
- 動画 - 須田裕美子、有原誠治 他
- 色指定 - 関根栄子、山名公枝
- 美術設定 - 男鹿和雄、水谷利春、清水一利
- 背景 - 男鹿和雄、水谷利春、清水一利、白坂のり子、石成まり子
- 撮影 - 東京アニメーションフィルム、東京ムービー撮影部スタジオQ
- 音響効果 - 片岡陽三
- 録音技術 - 飯塚秀保
- 編集 - 東放制作
- 制作主任 - 加藤俊三
- 制作進行 - 真田芳房、熊崎哲男、小林緩次、水島定昭、池田陽一、楠豊、小倉隆正、青野史郎
- 制作協力 - Aプロダクション、東京アニメーションフィルム、東北新社、東京現像所
- 制作 - 東京ムービー

## 主題歌
オープニングテーマ「ガンバのうた」
作詞 - 東京ムービー企画部 / 作曲・編曲 - 山下毅雄 / 歌 - 河原裕昌
エンディングテーマ「冒険者たちのバラード」
作詞 - 東京ムービー企画部 / 作曲・編曲 - 山下毅雄 / 歌 - すぎうらよしひろ
シングルはCBS・ソニーから発売された。

## 挿入歌
「早瀬川の唄」
作詞 - 斎藤惇夫 / 作曲 - 山下毅雄 / 歌 - 菊池紘子（第1話）、弥永和子（第21話、第25話）
ノロイ島のネズミたちの間に伝わるという設定の歌。原作に登場した歌に曲を付けたもので、原作と同様に、終盤の物語のカギとなる歌である。正式なレコーディングは行われておらず、劇中ではセリフ扱いで録音されたものが使用されており、CDにも放送用の音声トラックから収録されている。
「風の世界」
作詞・作曲 - 大貫妙子 / 編曲 - 山下達郎 / 歌 - シュガー・ベイブ
第15話で、山小屋の男が聴いていたラジオから流れている歌。

## 各話リスト
| 話数 | 放送日        | サブタイトル               | シナリオ   | ディレクター |
| ---- | ------------- | -------------------------- | ---------- | ------------ |
| 1    | 1975年 4月7日 | 冒険だ海へ出よう！         | 馬嶋満     | さきまくら   |
| 2    | 4月14日       | ガンバ、船で大暴れ         | 馬嶋満     | さきまくら   |
| 3    | 4月21日       | 忠太を救え！ 大作戦        | 金子裕     | 御厨恭輔     |
| 4    | 4月28日       | 嵐にやられてメッタメタ     | 金子裕     | 吉田茂承     |
| 5    | 5月5日        | なにが飛び出す？ 軍艦島    | 馬嶋満     | さきまくら   |
| 6    | 5月12日       | たのしいたのしい潜水艦     | 金子裕     | 竹内啓雄     |
| 7    | 5月19日       | ぶきみなぶきみな黒い影     | 金子裕     | 御厨恭輔     |
| 8    | 5月26日       | ボーボが初めて恋をした     | 金子裕     | さきまくら   |
| 9    | 6月2日        | 黒ギツネとの苦しい戦い     | 吉川惣司   | 吉田茂承     |
| 10   | 6月9日        | かじって別れた七つのイカダ | 高屋敷英夫 | さきまくら   |
| 11   | 6月16日       | ぺてん師トラゴローを追え!  | 高屋敷英夫 | 竹内啓雄     |
| 12   | 6月23日       | 祭りだ 喧嘩だ 大騒動       | 金子裕     | 御厨恭輔     |
| 13   | 6月30日       | 特訓!!モーモー大作戦       | 金子裕     | さきまくら   |
| 14   | 7月7日        | 襲いかかる猟犬の群れ       | 大和屋竺   | 吉田茂承     |
| 15   | 7月14日       | 鷹にさらわれたガンバ       | 大和屋竺   | さきまくら   |
| 16   | 7月21日       | 魔のカラス岳を登れ!        | 竹内啓雄   | 御厨恭輔     |
| 17   | 7月28日       | 走れ走れノロイは近い       | 吉川惣司   | さきまくら   |
| 18   | 8月4日        | 奇妙なふとったネズミたち   | 高屋敷英夫 | 竹内啓雄     |
| 19   | 8月11日       | 闇に潜むオオミズナギ鳥     | 金子裕     | 御厨恭輔     |
| 20   | 8月18日       | 白イタチノロイを見た！     | 金子裕     | さきまくら   |
| 21   | 8月25日       | 涙にぬれた13の瞳           | 金子裕     | 吉田茂承     |
| 22   | 9月1日        | 海を渡って来た仲間         | 高屋敷英夫 | 竹内啓雄     |
| 23   | 9月8日        | 裏切りの砦                 | 吉川惣司   | さきまくら   |
| 24   | 9月15日       | 白い悪魔のささやき         | 吉川惣司   | 吉田茂承     |
| 25   | 9月22日       | 地獄の岩穴                 | 大和屋竺   | 御厨恭輔     |
| 26   | 9月29日       | 最後の戦い大うずまき       | 大和屋竺   | さきまくら   |

1. ↑  第1話のみサブタイトルに『第1話』の表記はない。

## 放送局
- 日本テレビ（キー局）：月曜 19:00 - 19:30
- 札幌テレビ：月曜 19:00 - 19:30[17]
- 秋田放送：火曜 17:00 - 17:30（数か月遅れネット）[18]
- テレビ岩手：木曜 18:00 - 18:30[19]
- 宮城テレビ：木曜 18:00 - 18:30[20]
- 福島中央テレビ：火曜 18:00 - 18:30[21]
- 新潟放送：木曜 18:00 - 18:30[22]
- 信越放送：火曜 17:15 - 17:45[23]
- 静岡放送：月曜 - 金曜 17:00 - 17:30[24]
- 中京テレビ：月曜 19:00 - 19:30[25]
- 読売テレビ：月曜 19:00 - 19:30
- 西日本放送：火曜 18:00 - 18:30[26]
- 福岡放送：月曜 19:00 - 19:30[27]
- テレビ長崎：月曜 19:00 - 19:30[27]
- 熊本放送：火曜 17:30 - 18:00（数か月遅れネット）[28]
- テレビ宮崎：水曜 17:55 - 18:25（数か月遅れネット）[29]
- 鹿児島テレビ：木曜 17:20 - 17:50[30]
- 琉球放送：火曜 18:00 - 18:30[31]

2022年1月7日よりサンテレビで再放送。

## ネット配信
2019年7月3日からYouTubeの「TMSアニメ55周年公式チャンネル」より、第1 - 3話が配信されている。dアニメストアでは全話を有料配信している。
なお製作クレジットを「製作・著作 トムス・エンタテインメント」（EDは「アニメーション制作 東京ムービー」を追加）に差し替えた関係でOP・EDのフォントや画質が一部不自然になっている。

## 劇場版

### 冒険者たち ガンバと7匹のなかま
総集編として、1984年3月4日に共同映画系で公開された。
テレビシリーズとは設定の一部が若干変更され、音声も当時の声優陣による新規アフレコとなっておりセリフも一部改変されている。また、アニメ制作会社東京ムービー、同じくテレコム・アニメーションフィルムの創設者である藤岡豊が製作を担当しているのは本作のみである。

#### スタッフ
- 製作 - 藤岡豊
- 原作 - 斎藤惇夫
- プロデューサー - 加藤俊三
- 監督 - 出崎統
- 助監督 - 竹内啓雄
- 脚本 - 大和屋竺、馬嶋満、金子裕、吉川惣司、高屋敷英夫
- 作画監督 - 椛島義夫
- 画面設定 - 芝山努
- コンテ - さきまくら、吉田茂承、竹内啓雄、御厨恭輔
- 美術 - 小林七郎
- 撮影 - 清水達正
- 編集 - 鶴渕允寿
- 録音 - 加藤敏
- 音楽 - 山下毅雄
- 選曲 - 鈴木清司
- 音響効果 - 東洋音響
- 録音制作 - 東北新社
- 現像 - 東京現像所
- 製作 - 東京ムービー新社
- 配給 - 共同映画全国系列会議

### ガンバとカワウソの冒険
1991年07月20日公開。

#### 概要
監督以下、スタッフを一新して制作された劇場版第2作目。
斎藤惇夫の同名の原作を基にしているが、原作のアニメ化ではなく、テレビ版および前作の劇場版『冒険者たち ガンバと7匹のなかま』の事実上の続編として制作されたため、一部の主要キャラクターが原作と異なっている。メイン・キャラクター達の声優はTV版および前作の劇場版と同じ。
忠太は前作でノロイ島に残ったため、本作には登場しない。前作が海を舞台にしていたのに対し、本作は舞台を山に移している。
本作には『ガンバの冒険』のスタッフは参加していないが、前作へのオマージュ的な演出が数多く見られる（例：白く波立つ海）。他にも、前作で強大な敵となったイタチの群れを、本作の敵である野犬がズタズタに引き裂く場面を見せ、イタチより強い野犬のイメージを確立させるなど、前作を踏襲した演出が数多く見られる。
本作の敵役である野犬グループのリーダー、ブラックは前作の宿敵ノロイが全身を白に統一されていたことを意識して、白と対になる黒に統一されており、名前もそのままブラック（=黒）と名付けられた。また、ブラックを演じる大塚明夫はノロイを演じた大塚周夫の実子であることから、親子2代に渡ってガンバの敵を演じることになった。
原作のテーマは人間による自然破壊と生態系への影響（原作は、カワウソが絶滅の危機に瀕していると知った斎藤惇夫が、人間に警鐘を鳴らす意味を持って書いた）であるが、アニメ版もそれに沿って演出されている。
冒険の合間にも数多くの問題提起のシーンが描かれ、エンディングの直前のシーンにも、カワウソ問題についての意見が挿入されている。
弱っているカワウソ親子の弟のカモクを背負って介抱した謎の影の正体は、猿猴（エンコウ）という、河童の一種である。

#### ストーリー
シジンが本格的に医者を始めたという話を聞き、港町を訪れたガンバとボーボは、猫に追われ逃げ込んだドブ川で段ボールに入って旅を続けていたイカサマと再会する。その頃、ヨイショとガクシャは松茸狩りをするために山へ行くはずが、乗るバスを間違えて海へと来てしまっていた。その途中、シジンを見かけ、シジンの病院へと辿り着く。そこでガンバ達と再会し、喜んでいるところへシジンが戻ってきた。久し振りに仲間が揃った。
シジンは皆に頼みたいことがあるという。先祖のお墓がある南の島へ渡ったきり帰って来ないシジンの婚約者のナギサを一緒に探してほしいと言うのだ。再びガンバ達は南の島へと旅立っていく。

#### ゲストキャラクター
ナギサ
声 - 南杏子
シジンの婚約者。シジンが港町で開いた病院で看護婦をやっていた。先祖の墓がある南の島へ結婚の報告をするために向かっていたが、その最中に野犬に襲われていたカワウソの親子と出会い面倒を見ていた。旅の最後で皆に祝福されシジンと結ばれた。
ウキクサ
声 - 塩屋翼
南の島にいたネズミ。臆病な性格で家族を人質に取られていたために、ブラックの言い成りとなってガンバ達のスパイをしていたが、最期はカワウソたちを守るために自らが盾となって野犬の爪にかかった。アニメ版の太一をモチーフにしている。
キマグレ
声 - 井上瑤
達観視しているカモメ。釣り糸に絡まっていたところを助けられるが、礼も言わずに「地べたを這いずりまわるものは好きじゃない」と嫌味を言って飛び去ってしまう。その皮肉屋で礼儀知らずな態度からイカサマに「キマグレ」という名前を付けられるが、本質的には善良らしく、後半ガンバたちを助け行動を共にする。
カゲロウ
声 - 嶋俊介
皆が安心して暮らせる「豊かな流れ」を目指して小島から渡ってきたカワウソ親子の父親。だが、川を渡る途中で野犬グループに襲われしまい、妻を殺害された上、自身も足に傷を負ってしまう。最期は、ガンバと仲間に子供たちを託し、自身は囮となって犠牲となった。
カワモ
声 - 三石琴乃
カワウソ親子の姉。可憐で健気な性格で、両親を殺され自身も命を狙われながらも、弟のため気丈に振舞う。
ラストで「『豊かな流れ』はない」と聞かされるが、それでも皆のおかげでブラック一味がいなくなり、これからは弟と穏やかに暮らせると一同に感謝する。その直後、奇跡が起きる。
カモク
声 - 折笠愛
カワウソ親子の弟。目の前で野犬グループに母親を殺され、それが元で言葉を失っている。
しかし、旅の終わりでカワウソの仲間を目撃し感動のあまり「ナカマ！」と叫び、言葉を取り戻す。
オバハンネズミ
声 - 鈴木れい子
ミミズク
声 - 辻村真人
青年カワウソ
声 - 島田敏
ラスト近くに登場。真面目で礼儀正しく、誰にでもきちんと敬語を使う。
「豊かな流れ」に代る動物達の楽園を仲間と共に作っていた。カワモ達を迎えに来た際、一緒にガンバ達も招待する。
イタチ
アニメ版および前作の劇場版でガンバたちが苦戦したノロイ族のイタチとは無関係。本作では2匹しか登場しない。最初の1匹はすでに死んでおり、2匹目は野犬たちに追われ逃げ切れず、そのまま襲われ殺された。
ブラック
声 - 大塚明夫
野犬グループのリーダー。元々は狩猟犬として人間に飼われていたが自由を求めて野に下った犬であり数匹の野犬を束ねている。狩猟犬だった頃の記憶が体に染み付いているためカワウソを見ると狩らずにはいられない性質。カワウソを楽しみのためだけに執拗に狙ったり、スパイだった裏切り者のウキクサを殺してしまったりする、その冷酷で頭脳派のキャラクターは、アニメ版および前作の劇場版の敵であるノロイをモチーフにしている。ただし作中においてガクシャやガンバは前述の「狩猟犬だった頃の記憶」に基づいた行動などを人間との関係に基づいて批判したり同情するセリフを発しており、この点においてブラックはノロイよりも「人間」に影響されたキャラクターとしての色彩が強い。

#### スタッフ
- 原作 - 斎藤惇夫『ガンバとカワウソの冒険』
- 製作 - 加藤俊三、野原嘉一郎
- プロデューサー - 柳内一彦
- 監督 - 大賀俊二
- 助監督 - 篠原俊哉
- 脚本 - 岸間信明
- キャラクターデザイン・作画監督 - 鈴木信一
- 絵コンテ - 大賀俊二、篠原俊哉
- 撮影監督 - 長谷川肇
- 美術監督 - 田村盛揮
- 音響監督 - 加藤敏
- 音楽 - 近藤浩章
- 音楽監督 - 鈴木清司
- 音楽ディレクター - 松橋繁
- 音楽制作担当 - 島田義三（日本テレビ音楽）
- 音響効果 - サウンドボックス
- 録音制作 - 東北新社
- 編集 - 鶴渕允寿
- 現像 - 東京現像所
- 製作 - 東京ムービー新社、共同映画全国系列会議

#### 主題歌
オープニングテーマ「がんばれ ガンバ」
作詞 - 三井浩昭 / 作曲 - 近藤浩章 / 歌 - ドリーミング
エンディングテーマ「パンプスは似合わない」
作詞 - 及川眠子 / 作曲 - 井上徳雄 / 編曲 - 井上日徳 / 歌 - 寺尾友美

## ゲーム
SIMPLEキャラクター2000シリーズVol. 16『ガンバの冒険 THE パズルアクション』のタイトルで、2003年4月3日に発売された。
パズルゲームにアクションの要素を加えた「パズルアクション」。3つのステージによる「ワールド」が8つ、計24のステージで構成され、各ワールドをクリアすることでアニメ版のストーリーを追体験する形式。一度クリアすると、難易度の高い「チャレンジ」が遊べるようになる。
7匹のネズミはそれぞれ能力値が異なるほか、固有の特殊技を持っている。各ワールドで1匹あたり1回ずつ使用可能（2プレイヤープレイでは3匹ずつ分担して使用し、最後の1匹は先に3匹倒されたプレイヤーが使用する）。
BGMは新規に用意されたものだが、テーマ曲は『ガンバのうた』をほぼ原曲どおりに演奏したものが使用されている。

## 漫画
- ガンバ！ GANBA！ 〜冒険者たち〜

「トラマガ」第2号（2002年11月1日号）と第3号（2003年1月23日号）に掲載されたコミック版。
- 原作 - 斎藤惇夫『冒険者たち〜ガンバと15ひきの仲間』 / トムス・エンタテインメント『ガンバの冒険』
- 監修、キャラクター著作 - トムス・エンタテインメント
- キャラクターデザイン - 椛島義夫
- 作画 - 一式まさと

基本設定は原作小説に準じ、作画も鉛筆のタッチをそのまま残した描法を採用するなど原作の挿絵のイメージを活かしているが、アニメ版の著作権元であるトムス・エンタテインメントも原作者として名を連ねており、キャラクターデザインはアニメ版を踏襲、アニメ版未登場のキャラクターは椛島義夫が新たにデザインした。
ストーリーは原作に準じつつ、ガンバの性格はアニメ版に近いなど、原作とアニメをミックスした「第3のガンバ」として発表された。また、連載開始にあたって2回連続で特集記事が組まれている。しかし、トラマガの廃刊によって2回のみで中断され、再開の予定は発表されていない。

## 映像ソフト
DVD-BOX「EMOTION the Best ガンバの冒険 DVD-BOX（BCXA-3975）」は2010年11月26日にバンダイビジュアルから発売された。
Blu-ray BOX「ガンバの冒険 Blu-ray BOX（GNXA-1098）」は2014年12月26日にNBCユニバーサル・エンターテイメントから発売された。

## 関連作品
- グリックの冒険

1981年7月21日公開。原作の続編「グリックの冒険」のアニメ化作品。
ガンバと仲間たちも登場するが、制作会社が異なるため（この作品のみスタジオ古留美が制作）東京ムービー新社が著作権を有するデザインを使用できず、まったく違うデザインに変更された。また、声優も変えられている。
原作は3部作の第2部（執筆順では第1作）と位置づけられているが、アニメ版は上記の事情によりシリーズから除外されている。